# Михаїл (Йованович)

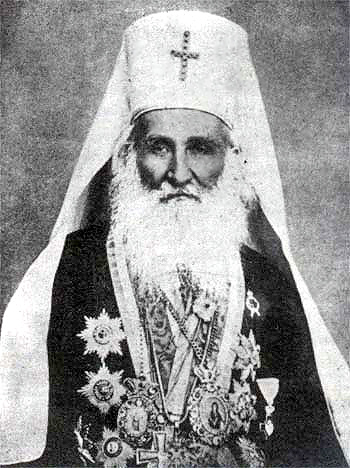

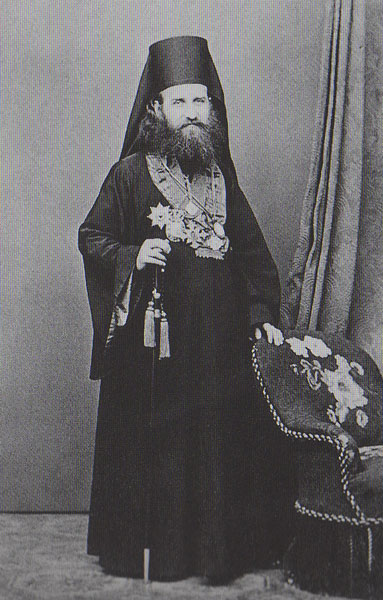

Миха́йло Йованович (серб. Митрополит Михаило, в миру Милое Йованович, серб. Милоје Јовановић, 19 серпня 1826, Соко-Баня — 5 лютого 1898, Белград) — єпископ Белградської митрополії, митрополит Белградський і архієпископ Сербський.
Народився 19 серпня 1826 в Сокобані. Батьки — Мілован і Марія Йованович.
Закінчив початкову школу в рідному місці і гімназію в Неготині, де був вихованцем єпископа Тімокського Досифея Новаковича. Закінчив Белградську духовну семінарію, де був духовним сином митрополита Белградського Петра Йовановича.
У 1846 році виїхав до України і вступив до Київської духовної академії.
29 березня 1853 в Києво-Печерській лаврі пострижений в чернецтво з ім'ям Михайло.
12 квітня того ж року митрополитом київським Філаретом Амфітеатровим висвячений в сан ієродиякона, а 16 квітня — в сан ієромонаха.
У липні 1853 року закінчив Київську духовну академію зі ступенем магістра богослів'я і повернувся на батьківщину.
На початку жовтня в 1854 був обраний єпископом Шабацьким, а 11 жовтня зведений в сан архімандрита Студеницького монастиря.
14 жовтня того ж року в Белградській Соборній церкві хіротонізований на єпископа Шабацького, а вже 19 жовтня висвячений в Шабаці.
13 січня 1857 року став почесним членом Товариства сербської словесності.
Залишався в такій якості після перетворення його в Сербське наукове товариство (1864), а потім в Сербську королівську академію (1892).
Після вимушеного відходу митрополита Петра Йовановича зі свого поста з 1859 року був призначений його наступником, ставши митрополитом Белградським і архієпископом Сербії.
Митрополит Михайло підтримував ідею про формування самостійної Болгарської церковної області — Екзархії, в дусі своїх слов'янофільських поглядів, а також виходячи з прагнення послабити вплив Османської імперії, зупинити елінізацію слов'ян, брав болгарську молодь на навчання в сербські школи, друкував в Сербії книги для болгар і взагалі працював для духовного відродження останніх.
Під його управлінням православна церква в Сербії отримала автокефалію в 1879, а після сербсько-турецьких воєн 1876-1878 років включила до свого складу возз'єднане області, прийнявши під свій омофор Ніську єпархію.
За відгуком одного з тодішніх іноземних консулів у Сербії «Він вміло продовжив розпочату Петром організацію Сербської церкви і, можна сказати, заново створив нову сербську духовну літературу: починаючи з богословських підручників, повчань та інструкцій, що стосуються внутрішнього розпорядку в Сербській церкві і її установах, і закінчуючи цілими томами духовних проповідей, окремих монографій з богослів'я і захисту православ'я; він написав цілу духовну бібліотеку».
Після висловлення незгоди із Законом про церковні собори від 1 червня 1881 був примушений владою Сербії подати у відставку.
Посаду предстоятеля Белградської митрополії зайняв ставленик Прогресивної партії, митрополит Феодосій Мраович, зведений в сан в Австро-Угорщині в місті Сремски-Карловці Патріархом Германом Анджеличем.
Після повалення митрополит Михайло оселився в своєму приватному будинку в Белграді. Тим не менш, влада і тут не залишала його в спокої і в 1883 році йому довелося покинути Сербію.
Після перебування в Константинополі, Єрусалимі, Русому і Бухаресті митрополит Михайло в другій половині 1883 приїхав до Києва, де взяв участь у святкуванні п'ятдесятиріччя Київського університету.
Мандрування митрополита Михайла тривало аж до 23 лютого 1889, коли зрікся престолу король Мілан I Обренович.
І тоді, але без успіху, проти повернення митрополита Михайла заперечував австро-угорський посланець в Белграді Хенгелмілер.
Указом від 18 травня 1889 року йому було повернено митрополичу кафедру. Разом з ним повернувся єпископ Ієронім Йованович, вирішене церковне питання в Сербії.
Помер 5 лютого 1898 року в Белграді.